# Frederica Sagor Maas
Frederica Alexandrina Sagor Maas (ur. 6 lipca 1900 w Nowym Jorku, zm. 5 stycznia 2012 w La Mesa) – amerykańska scenarzystka filmowa, znana również z długowieczności. W chwili śmierci w wieku 111 lat i 183 dni zajmowała 44. miejsce na liście najstarszych żyjących ludzi na świecie.

## Życiorys
Frederica Sagor Maas była najmłodszą córką rosyjskich imigrantów żydowskiego pochodzenia. Studiowała dziennikarstwo na Columbia University, pracowała w redakcji „New York Globe”. W 1923 zatrudniła się w wytwórni filmowej Universal Studios jako specjalistka od scenopisu, dwa lata później przeszła do Metro-Goldwyn-Mayer. Pracowała też m.in. dla wytwórni Paramount Pictures. Jako autorka scenariuszy współpracowała z wieloma gwiazdami Hollywood, m.in. Gretą Garbo, Johnem Gilbertem, Joan Crawford, Barbarą Kent, Emilem Janningsem, Normą Shearer (z którą prywatnie przyjaźniła się).
Do jej najbardziej znanych scenariuszy należą The Plastic Age (1925), It (1927, w obu filmach główne role grała Clara Bow), The Waning Sex (1926, z udziałem Normy Shearer), Symfonia zmysłów (1926, z udziałem Grety Garbo), The Way of All Flesh (1927, za rolę w tym obrazie Emil Jannings otrzymał przyznanego po raz pierwszy Oscara). Ostatni film ze scenariuszem Sagor The Shocking Miss Pilgrim (1947), z udziałem Betty Grable, poświęcony był feminizmowi końca XIX wieku. Później Sagor wycofała się z przemysłu filmowego.
Od 1927 była żoną Ernesta Maasa (1892-1986), również scenarzysty, z którym wielokrotnie współpracowała przy produkcjach filmowych. W erze maccartyzmu oboje byli przesłuchiwani przez FBI, jako podejrzani o związki z komunistami.
W wieku 99 lat opublikowała autobiografię The Shocking Miss Pilgrim: A Writer in Early Hollywood (1999), w której zawarła liczne anegdoty z życia Hollywood i własne obserwacje rozwoju przemysłu filmowego – od kina niemego do dźwiękowego i czarno-białego do kolorowego.